# Thripadectes ignobilis
El trepamusgos uniforme (en Ecuador) (Thripadectes ignobilis), también denominado hojarasquero buchioscuro, hojarasquero uniforme (en Colombia) o trepapalo uniforme, es una especie de ave paseriforme de la familia Furnariidae propia del noroeste de América del Sur.

## Distribución y hábitat
Se distribuye por la pendiente del Pacífico de los Andes occidentales en  Colombia (all sur desde Chocó) y noroeste de Ecuador (hacia el sur hasta El Oro).
Esta especie es considerada poco común en su hábitat natural, el sotobosque de selvas húmedas de baja montaña y de piedemonte, a altitudes entre 700 y 1700 m.

## Sistemática

### Descripción original
La especie T. ignobilis fue descrita por primera vez por los zoólogos británicos Philip Lutley Sclater y Osbert Salvin en 1879 bajo el nombre científico «Automolus ignobilis»; su localidad tipo es: «Frontino, Antioquia, Colombia».

### Etimología
El nombre genérico masculino «Thripadectes» deriva del griego «thrips, thripos»: carcoma, polilla de la madera, y «dēktēs»: picoteador; significando «que picotea la polilla de la madera»; y el nombre de la especie «ignobilis», proviene del latín: oscuro, ordinario, liso.

### Taxonomía
Los datos genéticos indican que la presente especie es hermana del par formado por Thripadectes flammulatus y T. scrutator. Es monotípica.